# Opglabbekerzavel
Opglabbekerzavel is een natuurgebied in het noordoosten van de Belgische stad Genk, ten oosten van Zwartberg en ten noorden van Waterschei, tussen het vliegveld van Zwartberg en het stadion van voetbalclub KRC Genk.
Het gebied is 80 ha groot en eigendom van de stad Genk. Het wordt beheerd vanuit het Heempark Genk.
De Opglabbekerzavel bestaat uit landduinen, heidegebieden en open bos. Men vindt er ook een aantal oude vliegdennen. Vooral in het gedeelte met een stuk van de Klaverberg zijn er meerdere eeuwenoude monumentale hakhoutstoven van wintereik.
Het gebied behoort tot een grotere eenheid van aaneengesloten natuurgebieden die zich uitstrekken over de gemeenten As, Genk en Oudsbergen. Het ligt tegen het natuurgebied Klaverberg op het grondgebied van de gemeente As, met de terrils van de voormalige steenkoolmijn van Waterschei, en Heiderbos. Sinds 2018 is het gebied onderdeel van Nationaal Park Hoge Kempen.

## Galerij

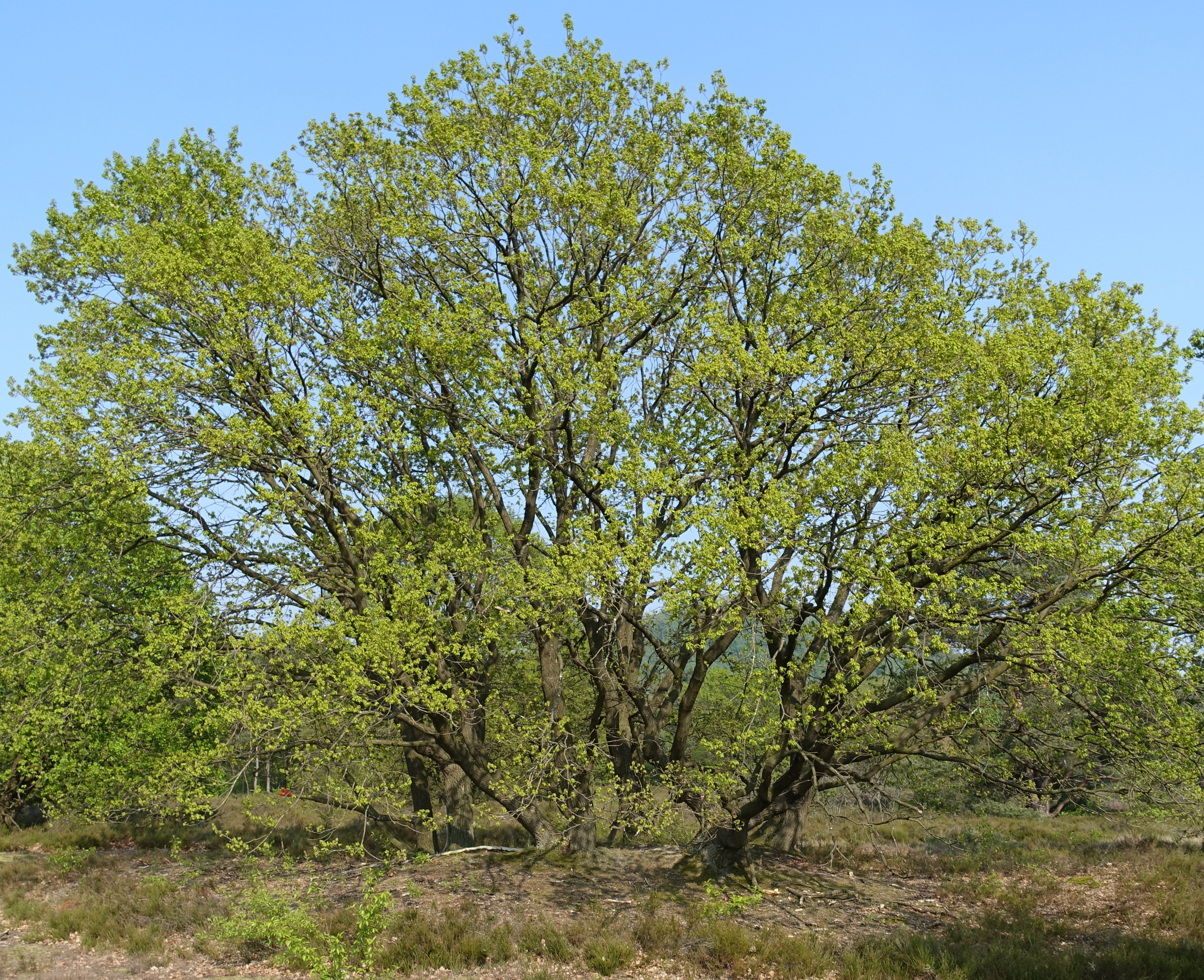
Oude hakhoutstoof van wintereik
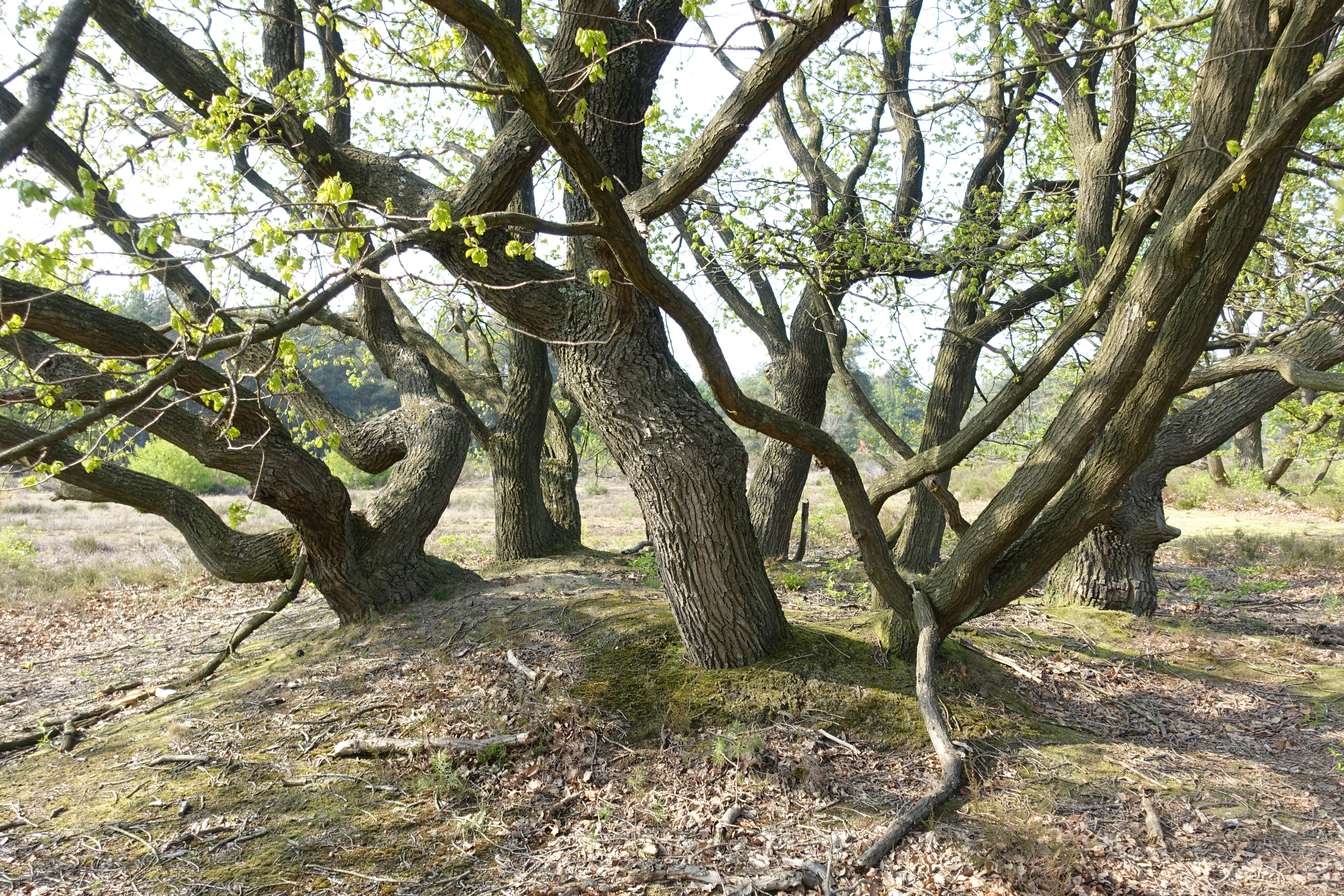
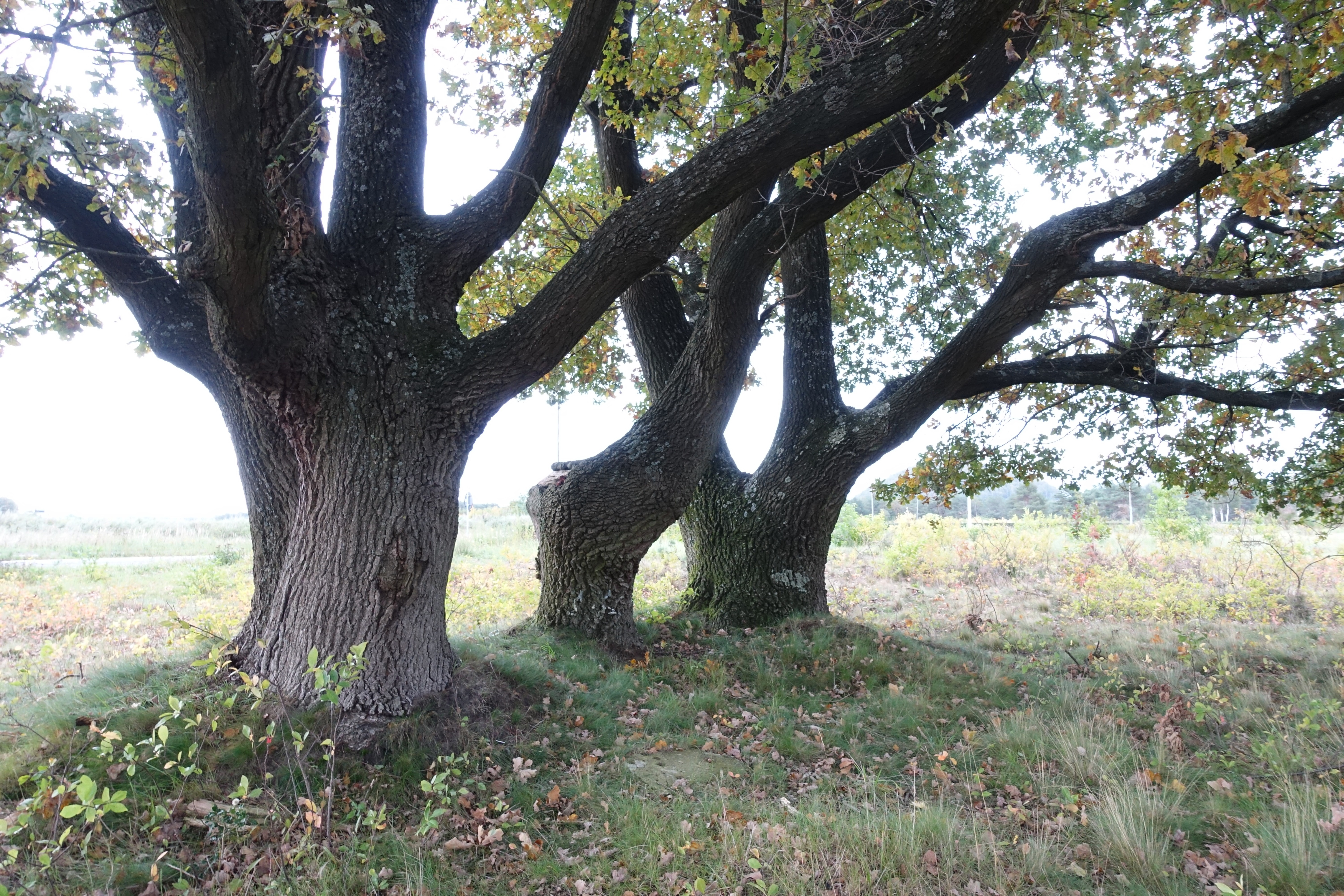